# Apostolos Liolidis
Apostolos Liolidis (gr.: Απόστολος Λιολίδης; ur. 13 sierpnia 1977 w Salonikach) – grecki piłkarz występujący na pozycji napastnika.

## Kariera klubowa
Liolidis karierę rozpoczynał w 1995 roku w pierwszoligowym Arisie Saloniki. W pierwszej lidze zadebiutował 12 maja 1996 w wygranym 3:1 meczu z Paniliakosem. W sezonie 1996/1997 spadł z zespołem do drugiej ligi, ale w kolejnym awansował z nim z powrotem do pierwszej. Graczem Arisu był do 2002 roku. Następnie przeszedł do włoskiej Atalanty BC. W Serie A zadebiutował 29 września 2002 w wygranym 1:0 spotkaniu z Udinese Calcio. W styczniu 2003 Liolidis został wypożyczony do Alzano Virescit z Serie C1 i występował tam do końca sezonu 2002/2003.
W 2003 roku Liolidis wrócił do Grecji, gdzie został zawodnikiem pierwszoligowego Panioniosu. Spędził tam sezon 2003/2004. W kolejnych latach występował w także pierwszoligowym Arisie Saloniki, drugoligowym Niki Wolos oraz w trzecioligowym GS Iliupoli, gdzie w 2007 roku zakończył karierę.

## Kariera reprezentacyjna
W reprezentacji Grecji Liolidis rozegrał 2 spotkania. Zadebiutował w niej 5 lutego 1999 w wygranym 1:0 towarzyskim meczu z Belgią, a po raz drugi w drużynie narodowej wystąpił 20 sierpnia 1999 w wygranym 3:0 towarzyskim pojedynku z Salwadorem, w którym strzelił też gola.